# Hans Svedberg

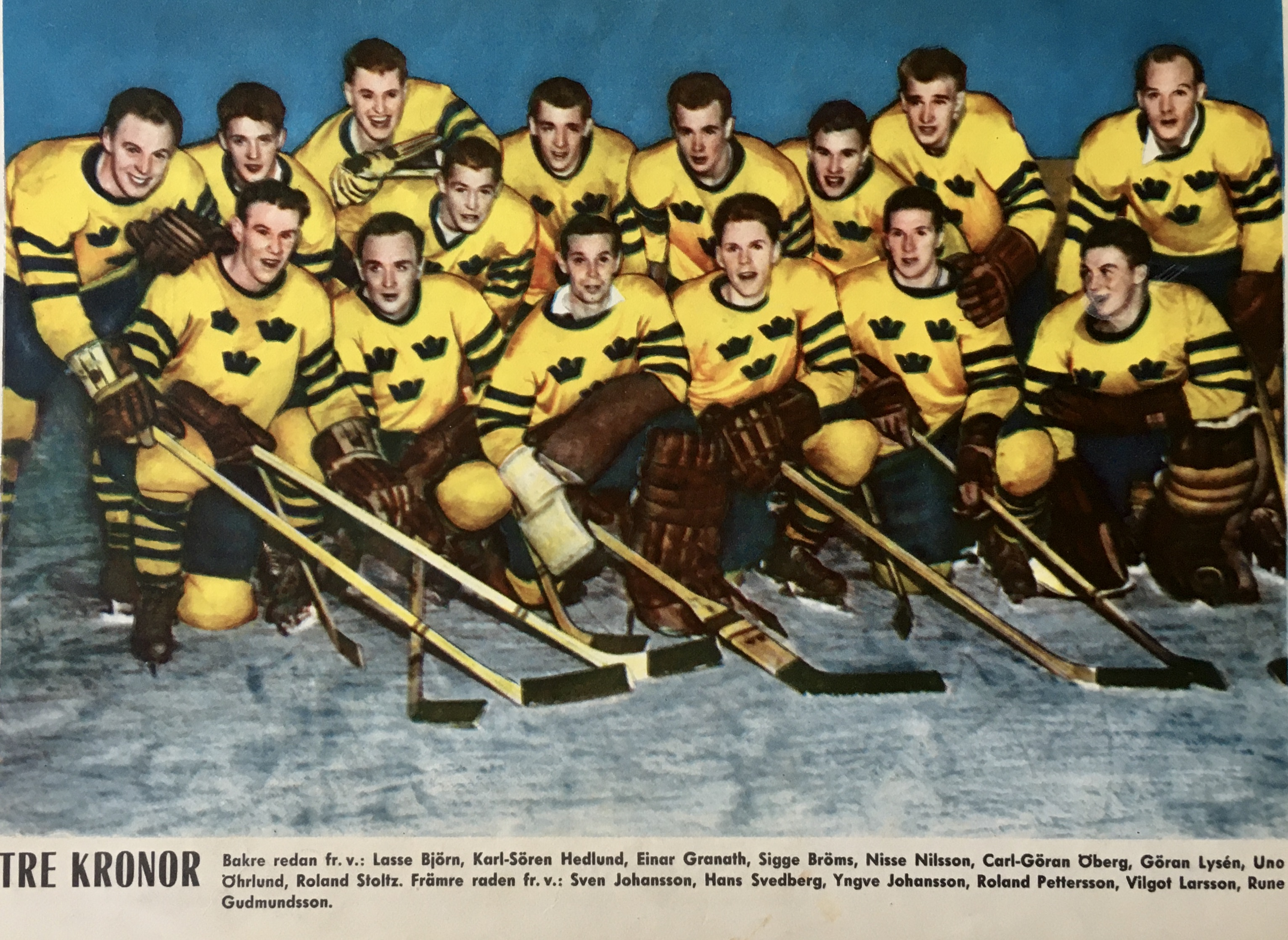
Tre Kronor i november 1958, från vänster, stående: Lasse Björn, Karl-Sören Hedlund, Einar Granath, Sigge Bröms, Nisse Nilsson, Carl-Göran "Lill-Stöveln" Öberg, Göran Lysén, Uno "Garvis" Öhrlund, Roland "Rolle" Stoltz; främre raden: Sven "Tumba" Johansson, Hasse Svedberg, Yngve Johansson, Roland "Sura-Pelle" Pettersson, Vilgot "Ville" Larsson och Rune Gudmundsson.

Hans Svedberg, född 6 september 1931 i Piteå stadsförsamling, död 27 juli 2012, var en svensk ishockeyspelare som åren 1955-1965 spelade i Skellefteå AIK. Han bedömdes vara stark, skottskicklig och hade mycket bra speluppfattning. Han spelade totalt 98 A-landskamper och en B-landskamp. Han blev världsmästare i Moskva 1957. Han var vinnare av Guldpucken 1958, som säsongens främste spelare i högsta divisionen och i landslaget.
Han har också en hockeyspelande bror, Lars, f. 1948, som började sin karriär i Piteå IF, men som flyttade i slutet av 60-talet till Boden och Bodens BK. Där spelade Lars till och med säsongen 1978/79.  